# Ламар (окръг, Мисисипи)
Вижте пояснителната страница за други населени места с името Ламар.
Окръг Ламар (на английски: Lamar County) е окръг в щата Мисисипи, Съединени американски щати. Площта му е 1295 km², а населението - 39 070 души (2000). Административен център е град Първис.